# Noeux-les-Mines Communal Cemetery
Noeux-les-Mines Communal Cemetery is een begraafplaats gelegen in de Franse plaats Noeux-les-Mines (Pas-de-Calais). De militaire graven worden onderhouden door de Commonwealth War Graves Commission.
De begraafplaats telt 978 geïdentificeerde Gemenebest graven uit de Eerste Wereldoorlog.